# Гбайя
Гбайя (также байя, гбейя, гбеа; самоназвание: gbaya) — адамава-убангийский народ, населяющий западные территории Центральноафриканской Республики (до окрестностей города Банги) и соседние с ними районы Камеруна.

## Этнический состав народности гбайя
Включает следующие субэтнические группы:
- северо-западные гбайя — префектуры Нана-Мамбере и Ухам-Пенде на северо-западе ЦАР — 200 тыс. человек, 2006, оценка; провинции Северная, Восточная и Адамава на востоке Камеруна — 80 тыс. человек; административный район Санга на севере Республики Конго — 2 тыс. человек;
- юго-западные гбайя — префектуры Мамбере-Кадеи, Санга-Мбаере на юго-западе ЦАР — 195 тыс. человек; Восточная провинция на юго-востоке Камеруна — 20 тыс. человек;
- босангоа — префектура Уам на северо-западе ЦАР — 184 тыс. человек;
- бозум — в районе г. Бозум в префектуре Уам-Пенде в ЦАР — 39 тыс. человек;
- мум — Северная провинция в Камеруне — 4,3 тыс. человек.[1]

## Язык
Говорят на языках гбайя убангийской ветви семьи адамава-убангийских языков, в ЦАР — также на санго.
К гбайя близки манжа (251 тыс. человек в ЦАР и 7,1 тыс. человек в Камеруне) и нгбака.
Grimes (1978) отметил, что на языке гбайя разговаривает около 27 процентов населения Центральноафриканской Республики.
Также, язык гбайя, является официальным СМИ (радио) языком восточного Камеруна (Носс, личная коммуникация, 1986).

## Этногенез
Гбайя переселились под предводительством вождя Газаргаму в начале XIX века с территории Северной Нигерии в места современного расселения, спасаясь от исламских религиозных войн фульбе. В 1920-х годах под предводительством Карину подняли восстание против французских колониальных властей («войны гбайя»).
Народ гбайя сопротивлялся французскому правлению в течение всего колониального периода, особенно в начале 1920 годов, из-за принудительной мобилизации мужчин и женщин как носильщиков и чернорабочих. В 1928 году гбайя подняли восстание, длившееся три года, в ответ на введение для них повинности в виде рабского труда на строительстве железной дороги Конго-Океан. Проведенная французскими колониальными властями военная «кампания кошмара» против восставших привела к столь сильным демографическим потерям у гбайя, что они не могли быть восполнены в течение нескольких десятилетий.
Для социальной структуры гбайя характерен патрилинейный брак. В прошлом военные руководители выбирались только на время кризиса и лишались своих полномочий после его окончания. Сельские вожди были судьями и символическими лидерами, но позже были превращены в административных судей французскими колонизаторами

## Традиции
- культура

Традиционная культура типична для народов Экваториальной Африки. Распространены культы предков и сил природы, музыкально-танцевальный фольклор.
- религия

По религии — христиане, есть приверженцы традиционных верований, среди северо-западных гбайя — мусульмане-сунниты.
- пища

Основная пища — каши, лепёшки, овощи, бананы, молоко, рыба.
- хозяйство

Основное занятие — ручное тропическое земледелие (просо, фонио и элевсина, сорго, арахис) и скотоводство (крупный и мелкий рогатый скот).
Кофе и рис, введенный французами, являются товарными культурами.
Ремёсла — резьба по дереву, гончарное, плетение корзин, циновок, сумок и др.
- жилище

Поселения рядовые, вдоль рек.
Жилище — круглая хижина со стенами из глины, смешанной с соломой, иногда — плетёными и обмазанными глиной, с низко нависающей конической соломенной крышей.
- одежда

одежда — набедренная повязка.
- Социальная организация

Сохраняются патрилинейные роды, большесемейные общины, возрастные классы (лаби). Брак вирилокальный.
Алмазный порыв конца 1930-х очень разрушил традиционную жизнь Гбая в некоторых областях; алмазная разведка до сих пор остается экономически важной.